# Metodesnitazeno
El metodesnitazeno (también conocido como metazeno) es un derivado del benzimidazol con efectos opioides, aunque a diferencia de compuestos relacionados como el metonitazeno y el etodesnitazeno, que son bastante potentes, el metodesnitazeno solo tiene aproximadamente la misma potencia que la morfina en estudios con animales. Es ilegal tanto en los EE.UU. como en el Reino Unido.